# Carrer de Rauric
El Carrer de Rauric de Barcelona rep el seu nom d'un patronímic català molt antic, d'origen visigòtic (en uns documents de l'any 1335 consta que Arnau Raurich llega a Romeu Çacosta un cens).

## El vinagre dels quatre lladres
Hom diu que en aquest carrer hi havia la taverna de Can Xarrupa, l'amo de la qual es va fer ric venent-hi un vinagre que curava la pesta, anomenat vinagre dels quatre lladres.
Es veu que quatre lladres i assassins a punt d'ésser penjats a la forca davant de la multitud, van negociar el seu alliberament a canvi de revelar el secret que els permetia robar a les cases dels infectats per la pesta sense contreure la malaltia. Tal era la desesperació del poble davant la gran mortalitat de la malaltia que el tribunal va acceptar el tracte i va alliberar els malvats després de revelar el seu secret al taverner perquè pogués fer el vinagre remeier.

## Número 6,Lletres gimnastes
Enganxades a la paret, arran de terra, podem veure-hi dues grans lletres A de color vermell intens, un dels fantàstics poemes visuals que l'escriptor, poeta i mag Joan Brossa va fer per a la ciutat el 27 de juny del 1997.

## Número 6,El Ingenio
Al sostre del rebedor veiem dues grans lletres A que són les parelles de les que hem vist al carrer. Estan entrellaçades l'una amb l'altra com si es trobessin en un trapezi imaginari. Gràcies a l'amistat que l'artista tenia amb la família Cardona, propietària de la botiga, va ser possible instal·lar-les ací.

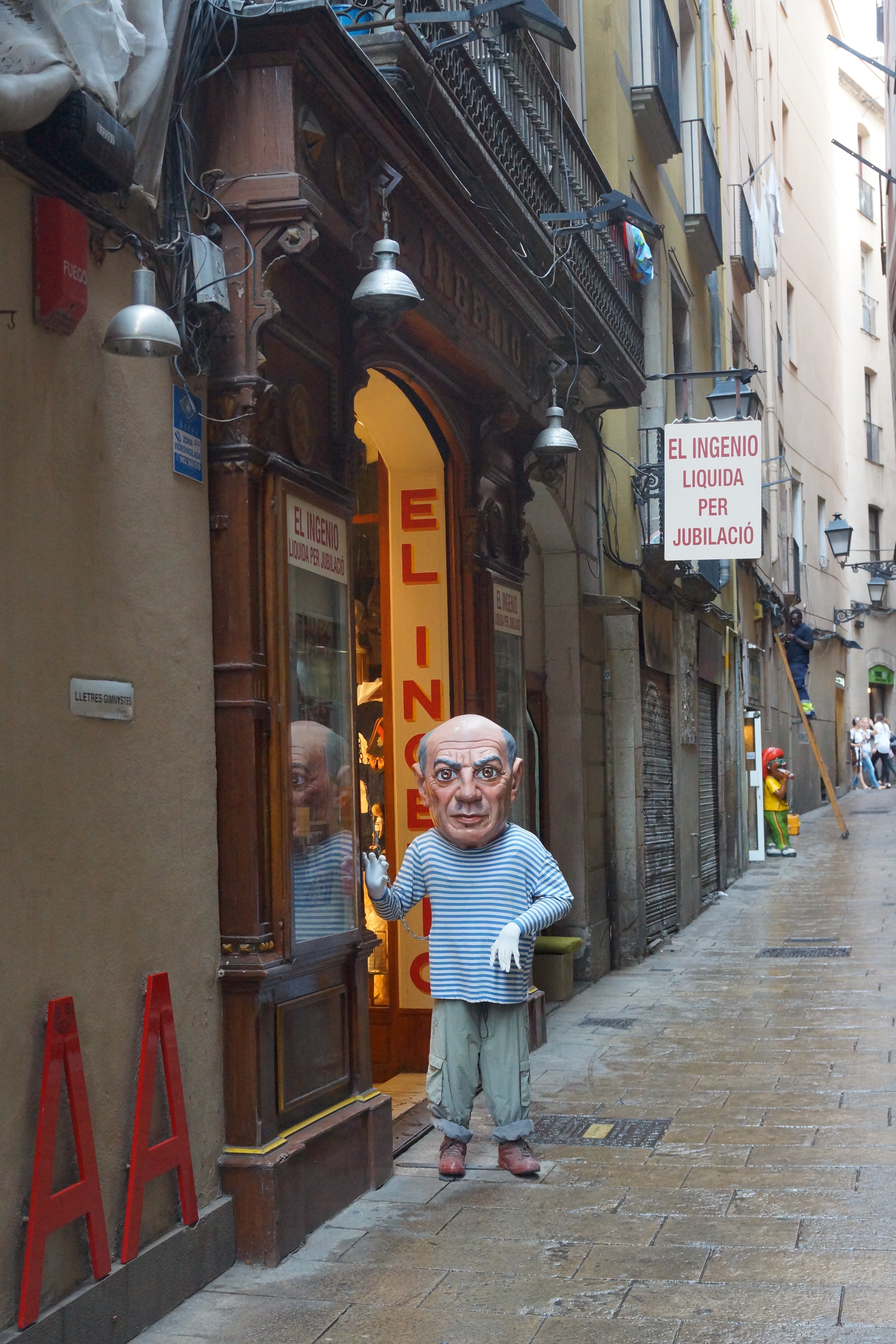
El carrer de Rauric amb la botiga El Ingenio i capgròs de Picasso

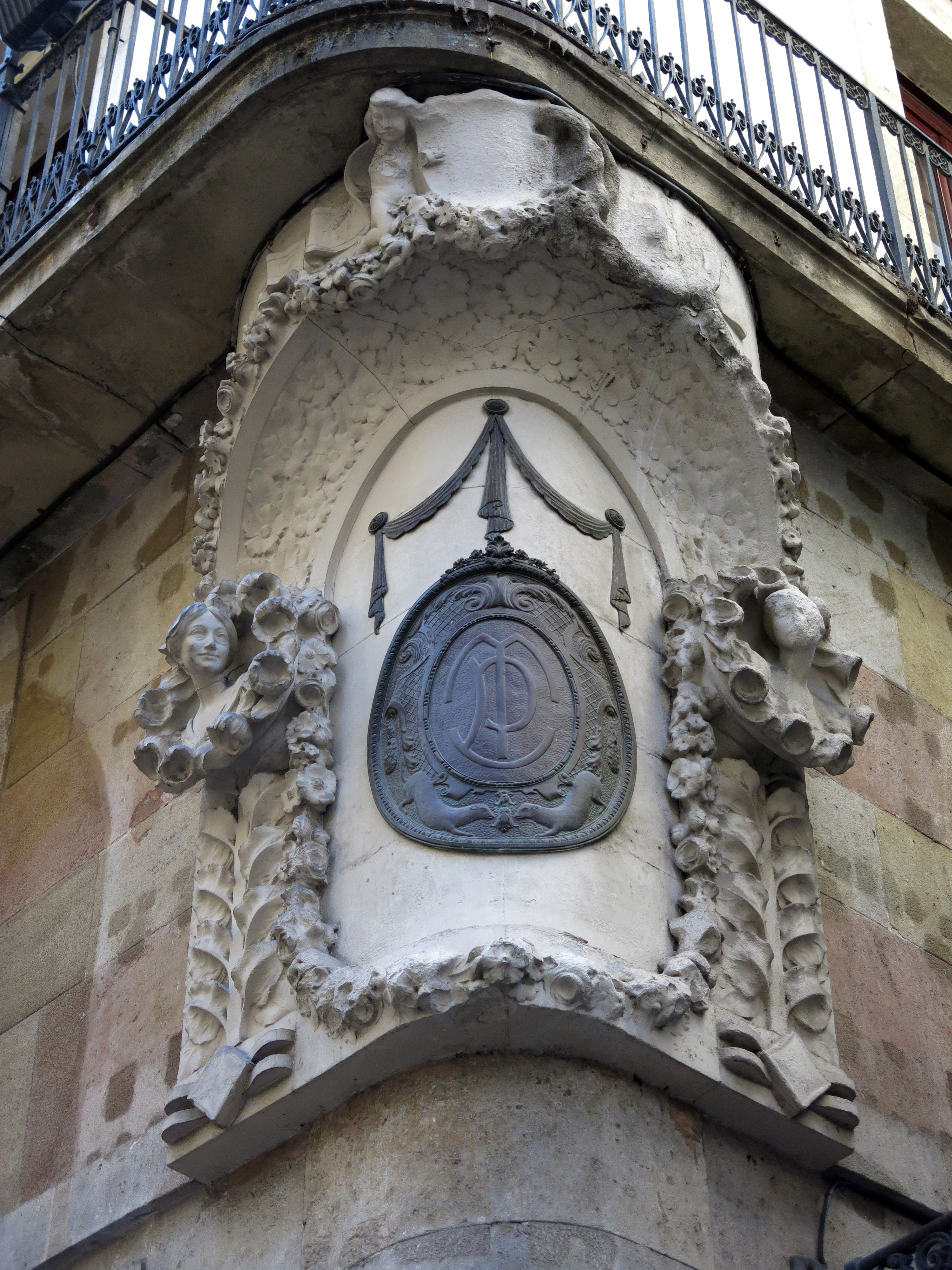
Relleu de l'antiga casa Pince, cantonada del carrer de Ferran amb Rauric

Aquesta botiga (fundada l'any 1838 per la família d'escultors Escaler) és molt entranyable: al llarg de tot aquest temps s'ha dedicat a la venda d'una àmplia gamma de productes relacionats amb la diversió, el joc i l'espectacle.
Seguint la tradició dels seus pioners, la botiga ha mantingut també en actiu el seu taller de producció de figures de cartró pedra, del qual han sortit alguns dels personatges de ficció més significatius i coneguts que alegren les festes d'arreu de Catalunya.
Després d'una crisi econòmica dels primers propietaris de la botiga, va ésser traspassada als anys vint a Delfí Homs, venedor de figures de sants a prop de la catedral de Barcelona, qui va saber donar-li l'impuls necessari per a arribar a un dels moments més emblemàtics de la seua història.
Actualment, l'establiment el regenta Rosa Cardona (neta de Delfí Homs), qui ha sabut continuar el negoci amb la mateixa tradició i dedicació, per a esdevenir tant un important centre de creació artística com de venda de productes singulars i difícils de trobar.
Aquesta combinació de botiga insòlita i el caràcter i la personalitat de Josep Cardona (pare de la Rosa) van ésser els detonants de la seua gran relació d'amistat amb Joan Brossa.